# Pakarana Branickiego
Pakarana Branickiego (Dinomys branickii) – gryzoń żyjący w Ameryce Południowej (w zachodniej części dorzecza Amazonki i u podnóży Andów) – od Kolumbii do Boliwii. Nazwa zwierzęcia w języku Indian Tupi oznacza „fałszywa paka” ze względu na znaczne podobieństwo do gryzonia paka należącego do rodziny Cuniculidae. Pakarana Branickiego jest jedynym znanym żyjącym przedstawicielem rodziny pakaranowatych (Dynomyidae).

## Historia odkrycia i badań
W 1868 roku polski zoolog i podróżnik Konstanty Jelski za namową przyrodnika Konstantego hr. Branickiego rozpoczął podróż po krajach Ameryki Południowej i badanie lokalnych gatunków fauny. Wyprawa została sfinansowana przez Branickiego. W 1873 roku podczas badań w Montaña de Vitoc w Colonia Amable María (11°10′04″S 75°21′18″W/-11,167778 -75,355000) w Andach w centralnej części Peru Jelski schwytał okaz pakarany Branickiego. Na podstawie tego okazu D. branickii został opisany przez niemieckiego przyrodnika Wilhelma Petersa.

## Systematyka
Pakarana Branickiego jest obecnie jedynym żyjącym przedstawicielem rodziny pakaranowatych (Dynomyidae). Na początku XX wieku zoolodzy odnotowywali szereg zwierząt które lokowali w rodzinie Dynomyidae:
- Dinomys pacarana Miranda-Ribeiro, 1919[2][3]
- Dinomys gigas Anthony, 1921[2][3]
- Dinomys branickii occidentalis Lönnberg, 1921[2][3]
- Dinomys sp.n. Niceforo, 1923[2][3]

W roku 1931 Colin Campbell Sanborn uznał te określenia jako synomiczne w stosunku do Dinomys branickii.

## Nazewnictwo
Nazwa rodzajowa Dinomys znaczy „okropna mysz”. Epitet gatunkowy branickii jest eponimem mającym na celu upamiętnienie polskiego przyrodnika Konstantego Branickiego, dzięki któremu Jelski mógł prowadzić badania w Peru.
Upowszechniona nazwa „pacarana” oznacza w języku Indian Tupi „fałszywa paka”. D. branickii jest morfologicznie bardzo podobny do gryzonia paka z rodziny pakowatych (Cuniculidae). Pakarana Branickiego jest również nazywana „machetero”, co stanowi aluzję do maczety. D. branickii ścina łodygi zbóż w taki sposób, że pozostawia po sobie ściernisko podobne do ścinanego maczetą. Inne stosowane lokalnie nazwy to: piro, teconi, tecón,  lapa rabuda, lapo, lapa cacique, rukupi i guagua lanuda.

### Polska nazwa zwyczajowa
We wcześniejszej polskiej literaturze zoologicznej Dinomys branickii było oznaczane nazwą „pakarana”. W wydanej w 2015 roku przez Muzeum i Instytut Zoologii Polskiej Akademii Nauk publikacji „Polskie nazewnictwo ssaków świata” gatunkowi nadano nazwę pakarana Branickiego, rezerwując nazwę pakarana dla rodzaju tych gryzoni.

## Budowa ciała

### Morfologia
D. branickii to duży, powolny gryzoń – mierzy do 73–79 cm, ogon do 19 cm, waży 10–15 kg. Jest więc trzecim pod względem wielkości żyjącym gryzoniem. Czaszka jest masywna, uszy są krótkie, zaokrąglone. Kończyny ma krótkie. Łapy szerokie, z czterema palcami zakończonymi długimi, zakrzywionymi pazurami. Pakarany Branickiego są stopochodne. 
Pakarana Branickiego ma czarny lub brunatny grzbiet z dwoma przerywanymi białymi pasami i kilkoma rzędami białych plam. Od spodu jaśniejszy. Uszy krótkie, długie, szare wibryssy.
|                      | wymiar  |
| -------------------- | ------- |
| Długość ciała w mm   | 730-790 |
| Długość ogona w mm   | 190     |
| Długość czaszki w mm | 153-141 |
| Waga w kg            | 10-15   |

Zęby pakarany Branickiego są duże. Wzór zębowy: {\displaystyle {\tfrac {1013}{1013}}}.

## Tryb życia
Pakarany Branickiego wiodą rodzinny tryb życia. W opinii Lee Saundersa rodzina zwykle składa się z samca, samicy i dwóch młodych. Jednak inni zoolodzy wskazują na stwierdzone przypadki spotkania pakaran żyjących samotnie, w parach albo w grupach od 2 do 5 osobników. Pakarany Branickiego nie są wojownikami. Są powolnymi ssakami, ale w obronie życia mogą walczyć zaciekle.

### Cykl życiowy
Niewiele wiadomo o reprodukcji gatunku na wolności. Okres odstawienia młodych przez samicę nie jest znany, podobnie czas osiągania dojrzałości płciowej. W okresie rozrodczym gryzonie te wabią się okrzykiem. Podczas zalotów przyjmują pozycję dwunożną. Wzajemnie dotykają się nosami, wąchają genitalia i zaczynają zbliżenie, które wygląda jak skrzyżowanie tańca i zapasów. Ciąża u pakaran Branickiego trwa około 222–283 dni, a młode rodzą się często w okresie styczeń–luty, choć odnotowano także porody w maju, zaś w niewoli w styczniu, marcu, maju, czerwcu, październiku i listopadzie. Meritt wskazuje jednak, że ciąża nie przekracza 252 dni. W niewoli samica rodzi zazwyczaj nie więcej niż dwoje młodych, które mają wagę ok. 900g i wykazują aktywność już w kilka dni po urodzeniu. Zoolodzy podają jednak informacje o miotach składających się z trzech lub czterech młodych. Samica przybiera na wadze po około 3 miesiącach ciąży i miewa napady drażliwości. Nie stwierdzono zwyczaju budowy gniazda przez samice podczas ciąży lub po porodzie. 
Młode po porodzie są aktywne, czujne i pozostają w pobliżu matki, często w nią wtulone. Są pokryte futrem i mają otwarte oczy. Masa ciała noworodków waha się w granicy 570–660 g lub do około 900 g. Po pierwszej dobie życia malce zaczynają zwiedzać otoczenie. Zaczynają też samodzielną toaletę obejmującą drapanie się i czyszczenie futra. W drugim dniu zjadają swój pierwszy stały pokarm, zaś po dwóch tygodniach spożywają regularnie stałe posiłki składające się z orzeszków i owoców. 
Pakarany Branickiego w niewoli dożywają wieku około 8–9 lat. 

### Głos
Podczas zalotów pakarany Branickiego wabią się wzajemnie wydawanym dźwiękami: syknięciami, warknięciami i kwilącym staccato.

## Rozmieszczenie geograficzne
Dinomys branickii zamieszkuje zbocza i doliny tropikalnych lasów na terenie zachodniej Wenezueli, zachodniej Kolumbii, w Ekwadorze, Peru, w zachodniej Brazylii i północno-zachodniej Boliwii. W Peru zamieszkują na wysokości 240–2000 m n.p.m., w Wenezueli do 2400 m n.p.m., zaś w Kolumbii schwytano okazy nawet na wysokości 3200 m n.p.m.

### Kopalne ślady występowaniaD. branickii
W literaturze brak informacji na temat kopalnych śladów występowania D. branickii. Jednak podobieństwo uzębienia odnalezionych skamielin Tetrastylus atropheatus do uzębienia Dinomys wskazuje, że mógł to być pokrewny gatunek w obrębie rodzaju. Natomiast rodzina pakaranowatych obejmuje dużą liczbę znalezionych skamielin. Ślady odnaleziono w Argentynie, Brazylii, Boliwii, Kolumbii, Urugwaju, oraz w Wenezueli. Zbadane ślady wskazują, że rodzina Dinomyidae przeżywała swój rozkwit w miocenie i pliocenie. Do rodziny należały największe ze znanych gryzoni: Telicomys gigantissimus, Josephoartigasia monesi (o wadze ok. 1 tony) i  nieco mniejszy Josephoartigasia magna.

## Ekologia
Pakarany Branickiego są roślinożercami. Na wolności żywią się owocami, liśćmi i pędami roślin. W niewoli akceptowały w diecie suszone ryby, gotowane jajka, chleb, orzechy, karmę dla królików i owoce, jak również zmielony owies, nieprzetworzone warzywa, banany i jabłka.
Na pakarany Branickiego polują: ocelot, hirara amerykańska, ostronos rudy, puma i jaguar amerykański. Na D. branickii pasożytują: nicienie − Ancylostoma, Ascaris, Capillaria, Oesophagostomum, Oxyurus, Strongyloides, Strongylus, Trichostrogylus, Trichuris i Wellcomia branickii − oraz tasiemiec Hemynolepis nana.

## Hodowla
D. branickii to gatunek rzadko hodowany przez człowieka. Colin Campbell Sanborn cytował w 1931 roku wspomnienia Edmunda Hellera, kuratora działu ssaków Muzeum Historii Naturalnej w Chicago, uczestnika peruwiańskiej ekspedycji Marshalla w latach 1922–23. Heller opisywał swoją pakaranę: „Moja oswojona Dinomys chodzi za mną krok w krok, a w nocy śpi pod moim łóżkiem. (...) Kiedy zostawała sama była zmartwiona i przestraszona”. Meritt w 1984 roku wskazywał jedynie 36 hodowli na świecie. Pakarana Branickiego trudno adaptuje się do życia w niewoli i wobec dużej śmiertelności nie prowadzi się zbyt wielu tego rodzaju prób. Obok licznych niewyjaśnionych zgonów w niewoli stwierdzono przyczyny śmierci takie jak zapalenie włókien mięśniowych, wzrost temperatury ciała na skutek działania pasożytów czy anomalie genetyczne.